# Gomphrena arborescens
Gomphrena arborescens là loài thực vật có hoa thuộc họ Dền. Loài này được L.f. mô tả khoa học đầu tiên năm 1782.